# Christopher Tuckett
 (août 2020).
Si vous disposez d'ouvrages ou d'articles de référence ou si vous connaissez des sites web de qualité traitant du thème abordé ici, merci de compléter l'article en donnant les références utiles à sa vérifiabilité et en les liant à la section « Notes et références ».
Pour les articles homonymes, voir Tuckett.
Christopher Mark Tuckett, né le 2 avril 1948, est un bibliste britannique et prêtre anglican, professeur émérite de Nouveau Testament à l’université d'Oxford et fellow de Pembroke College.

## Biographie
Après avoir obtenu son tripos mathématique avec mention à Queens' College (université de Cambridge), Christopher Tuckett remporte le même concours en théologie.
Ordonné prêtre dans l’Église anglicane en 1976, il soutient sa thèse de doctorat sur l’hypothèse de Griesbach (The Revival of the Griesbach Hypothesis : Analysis and Appraisal). Spécialiste de l'Évangile selon Luc, de la Source Q et de la Bibliothèque de Nag Hammadi, il enseigne l’exégèse biblique, d’abord à l'université Victoria de Manchester puis à Oxford.
Christopher Tuckett a été le président de la Studiorum Novi Testamenti Societas en 2013.

## Hommages
- 2011: Festschrift : New Studies in the Synoptic Problem, Oxford Conference, April 2008: Essays in Honour of Christopher M. Tuckett, Leuven: Peeters
- 2012 : médaille Burkitt

## Choix de publications
- 1983: The Revival of the Griesbach Hypothesis, Cambridge University Press
- 1986: Nag Hammadi and the Gospel Tradition, Edinburgh: T&T Clark
- 1987: Reading the New Testament, London: SPCK
- 1996: Q and the History of Early Christianity, Edinburgh: T&T Clark
- 1996: Luke, Sheffield: Sheffield Academic Press
- 2007: The Gospel of Mary, Oxford University Press
- 2012: 2 Clement, Oxford University Press